# Ancône (Drôme)
Pour les articles homonymes, voir Ancône (homonymie).
Ancône est une commune française située dans le département de la Drôme, en région Auvergne-Rhône-Alpes.

## Géographie

### Localisation
Ancône est située à 4 km de Montélimar.

### Relief et géologie
Sites particuliers :
- Siphon du Meyrol

### Hydrographie
La commune est arrosée par les cours d'eau suivants :
- le vieux Rhône qui délimite la commune avec celles de Rochemaure en Ardèche[1] ;
- le canal de dérivation du Rhône coupe la commune en deux. La partie ouest est située sur les îles du vieux Rhône[1] ;
- la Lône et le contre-canal aboutissant au lac aux truites[réf. nécessaire] ;
- le Meyrol issu de Montélimar, passe dans une buse sous l’aérodrome de Montélimar-Ancône et fait la limite avec Montélimar[réf. nécessaire].

### Climat
Pour des articles plus généraux, voir Climat d'Auvergne-Rhône-Alpes et Climat de la Drôme.
En 2010, le climat de la commune est de type climat méditerranéen franc, selon une étude du CNRS s'appuyant sur une série de données couvrant la période 1971-2000. En 2020, Météo-France publie une typologie des climats de la France métropolitaine dans laquelle la commune est exposée à un climat méditerranéen et est dans la région climatique Provence, Languedoc-Roussillon, caractérisée par une pluviométrie faible en été, un très bon ensoleillement (2 600 h/an), un été chaud (21,5 °C), un air très sec en été, sec en toutes saisons, des vents forts (fréquence de 40 à 50 % de vents > 5 m/s) et peu de brouillards.
Pour la période 1971-2000, la température annuelle moyenne est de 13,3 °C, avec une amplitude thermique annuelle de 17,9 °C. Le cumul annuel moyen de précipitations est de 891 mm, avec 6,5 jours de précipitations en janvier et 3,8 jours en juillet. Pour la période 1991-2020, la température moyenne annuelle observée sur la station météorologique de Météo-France la plus proche, sur la commune de Montélimar à 3 km à vol d'oiseau, est de 14,2 °C et le cumul annuel moyen de précipitations est de 919,5 mm,. Pour l'avenir, les paramètres climatiques de la commune estimés pour 2050 selon différents scénarios d'émission de gaz à effet de serre sont consultables sur un site dédié publié par Météo-France en novembre 2022.

## Urbanisme

### Typologie
Au 1er janvier 2024, Ancône est catégorisée ceinture urbaine, selon la nouvelle grille communale de densité à 7 niveaux définie par l'Insee en 2022.
Elle appartient à l'unité urbaine de Montélimar, une agglomération inter-départementale dont elle est une commune de la banlieue,. Par ailleurs la commune fait partie de l'aire d'attraction de Montélimar, dont elle est une commune de la couronne,. Cette aire, qui regroupe 45 communes, est catégorisée dans les aires de 50 000 à moins de 200 000 habitants,.

### Occupation des sols
L'occupation des sols de la commune, telle qu'elle ressort de la base de données européenne d’occupation biophysique des sols Corine Land Cover (CLC), est marquée par l'importance des territoires artificialisés (31,7 % en 2018), en augmentation par rapport à 1990 (27,7 %). La répartition détaillée en 2018 est la suivante : zones urbanisées (31,7 %), zones agricoles hétérogènes (28,6 %), eaux continentales (20,8 %), forêts (17,1 %), milieux à végétation arbustive et/ou herbacée (1,6 %), terres arables (0,3 %). L'évolution de l’occupation des sols de la commune et de ses infrastructures peut être observée sur les différentes représentations cartographiques du territoire : la carte de Cassini (XVIIIe siècle), la carte d'état-major (1820-1866) et les cartes ou photos aériennes de l'IGN pour la période actuelle (1950 à aujourd'hui).

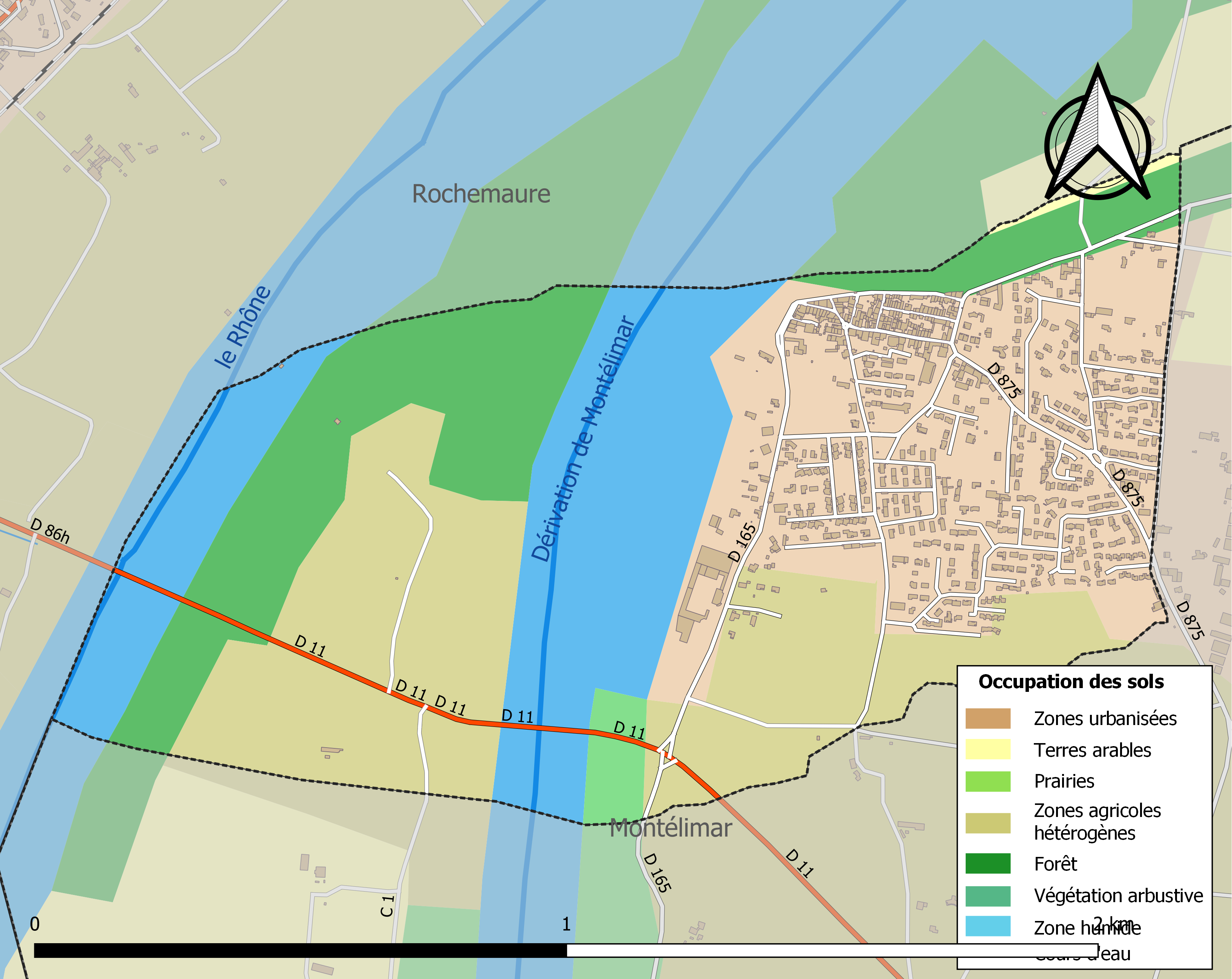
Carte des infrastructures et de l'occupation des sols de la commune en 2018 (CLC).

### Morphologie urbaine

#### Quartiers, hameaux et lieux-dits
Site Géoportail (carte IGN) :
- Cuchet ;
- Île de la Conférence ;
- Jonquière ;
- la Vachère ;
- le Truel ;
- Orgéas.

### Voies de communication et transports
Ancône est accessible par la route départementale RD 11 à l'est depuis Montélimar et à l'ouest depuis Rochemaure (Ardèche). L’accès nord passe par la D 165.
La gare la plus proche est celle de Montélimar.
Nous avons aussi :
- l'aérodrome de Montélimar ;
- le port fluvial de Montélimar ;
- la « ViaRhôna » (piste cyclable) qui traverse la commune sur la rive droite du contre-canal ;
- une ligne de bus entre Ancône et Montélimar.

## Toponymie
La commune est dénommée Ancona en occitan.

### Attestations
Dictionnaire topographique du département de la Drôme :
- 1336 : castrum de Ancona (cartulaire de Montélimar, 43) ;
- XIVe siècle : mention du prieuré : prioratus de Ancona (pouillé de Valence) ;
- 1486 : Anconna (cartulaire de Montélimar, 142) ;
- XVIe siècle : mention du prieuré : prioratus de Anconna supra Rhodanum (pouillé général, 88) ;
- 1891 : Ancone, commune du canton de Montélimar.

Non daté[réf. nécessaire] : Ancône.

### Étymologie
En occitan, anco fait référence à un port, un havre. La position d'Ancône dans une anse du Rhône était probablement une étape pour les bateliers naviguant sur le fleuve.
D'après Ernest Nègre : « Ville neuve, fondée au XIIIe siècle, qui a probablement pris le nom de la ville italienne d'Ancona »[source insuffisante].

## Histoire

### Du Moyen Âge à la Révolution
En 1164, le prieuré de l'ordre de Saint-Benoît est une dépendance du prieuré de Rochemaure.
La seigneurie :
- au point de vue féodal, la terre (ou seigneurie) était une possession des Adhémar ;
- elle passe (par mariage) aux Décan d'Uzès ;
- 1253 : elle est hommagée aux comtes de Valentinois ;
- 1336 : elle est recouvrée en partie par les Adhémar ;
- l'autre partie appartient aux Lévis de la Roche, héritiers des Décan, qui la cède au dauphin Louis (futur roi Louis XI de 1461 à 1483) ;
- 1454 : le dauphin Louis cède Ancône aux Pracomtal ;
- 1590 : cette terre est saisie. Les Pracomtal la recouvrent peu après. Elle leur restera jusqu'en 1738 ;
- 1738 : elle est vendue aux Lacoste de Maucune, derniers seigneurs.

1651 : le château médiéval est détruit[réf. nécessaire].
Ancône était un village prospère à l'ère des « équipages » sur le Rhône (bateaux tirés par des chevaux pour remonter le Rhône).
Avant 1790, Ancône était une communauté de l'élection, subdélégation et sénéchaussée de Montélimar.

Elle formait une paroisse du diocèse de Valence, dont l'église était celle du prieuré. Le titulaire du prieuré avait la collation de la cure et les dîmes de la paroisse.
L'ancien village a été emporté par le Rhône au XVIIIe siècle.
Avant la Révolution, Ancône est un péage.

### De la Révolution à nos jours
En 1790, la commune est comprise dans le canton de Sauzet. La réorganisation de l'an VIII (1799-1800) la place dans le canton de Montélimar.

## Politique et administration

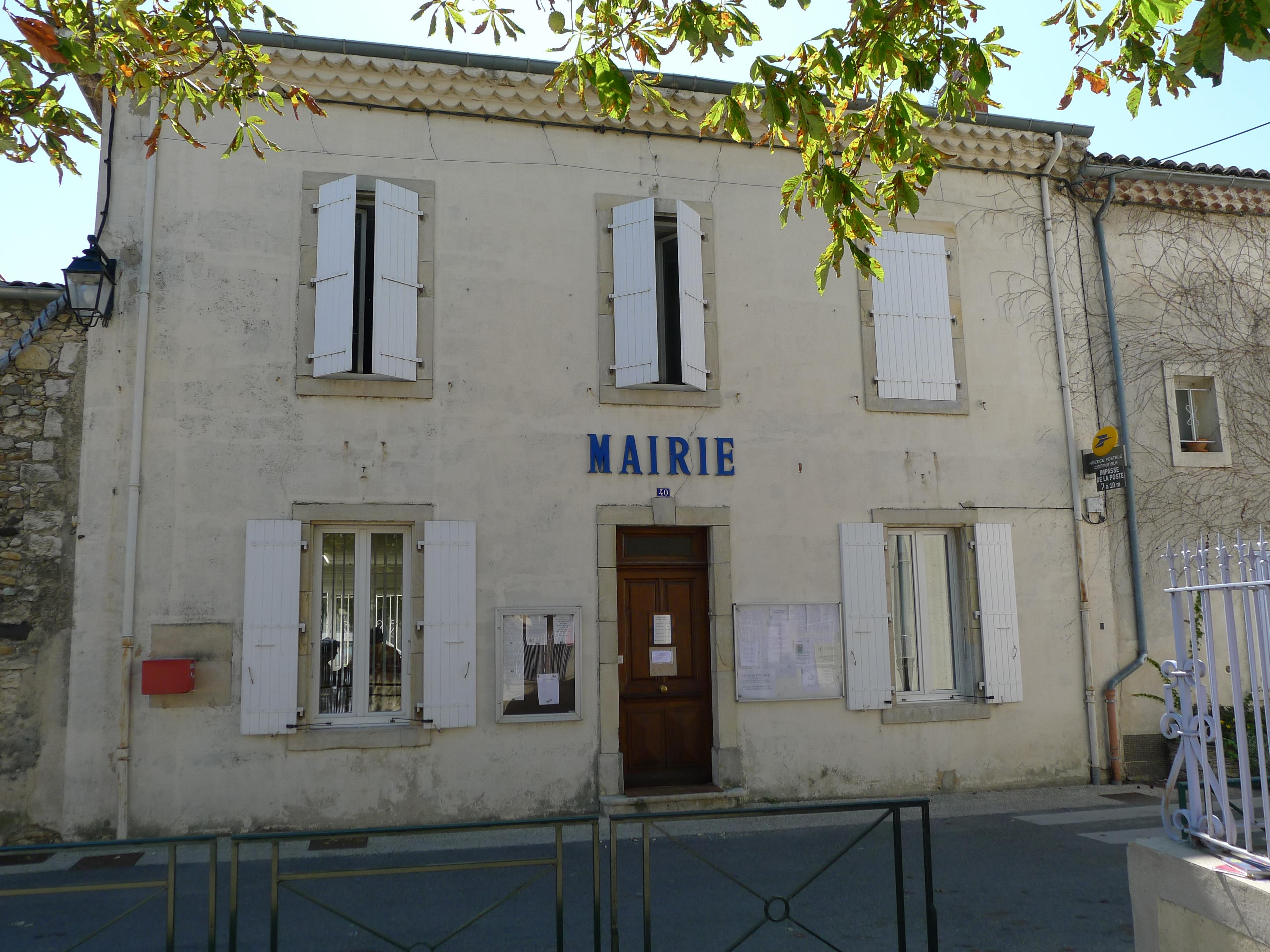
La mairie.

### Liste des maires
| Période                                                                      | Période                        | Identité                              | Étiquette | Qualité            |
| ---------------------------------------------------------------------------- | ------------------------------ | ------------------------------------- | --------- | ------------------ |
| Les données manquantes sont à compléter. : de la Révolution au Second Empire |                                |                                       |           |                    |
| 1790                                                                         | 1871                           | ?                                     |           |                    |
| Les données manquantes sont à compléter. : depuis la fin du Second Empire    |                                |                                       |           |                    |
| 1871                                                                         | 1874                           | ?                                     |           |                    |
| 1874                                                                         | 1878                           | ?                                     |           |                    |
| 1878                                                                         | 1884                           | ?                                     |           |                    |
| 1884                                                                         | 1888                           | ?                                     |           |                    |
| 1888                                                                         | 1892                           | ?                                     |           |                    |
| 1892                                                                         | 1896                           | ?                                     |           |                    |
| 1896                                                                         | 1900                           | ?                                     |           |                    |
| 1900                                                                         | 1904                           | ?                                     |           |                    |
| 1904                                                                         | 1908                           | ?                                     |           |                    |
| 1908                                                                         | 1912                           | ?                                     |           |                    |
| 1912                                                                         | 1919                           | ?                                     |           |                    |
| 1919                                                                         | 1925                           | ?                                     |           |                    |
| 1925                                                                         | 1929                           | ?                                     |           |                    |
| 1929                                                                         | 1935                           | ?                                     |           |                    |
| 1935                                                                         | 1945                           | ?                                     |           |                    |
| 1945                                                                         | 1947                           | ?                                     |           |                    |
| 1947                                                                         | 1953                           | ?                                     |           |                    |
| 1953                                                                         | 1959                           | ?                                     |           |                    |
| 1959                                                                         | 1965                           | ?                                     |           |                    |
| 1965                                                                         | 1971                           | ?                                     |           |                    |
| 1971                                                                         | 1977                           | ?                                     |           |                    |
| 1977                                                                         | 1983                           | Claude Allain                         |           |                    |
| 1983                                                                         | 1983                           | Claude Allain                         |           | maire sortant      |
| 1989                                                                         | 1995                           | Claude Allain                         | PCF       | maire sortant      |
| 1995                                                                         | 2001                           | Jean-Luc Vincent                      | PS        | conseiller général |
| 2001                                                                         | 2008                           | Jean-Luc Vincent                      |           | maire sortant      |
| 2008                                                                         | 2014                           | Jean-Luc Vincent                      |           | maire sortant      |
| 2014                                                                         | 2020                           | Christophe Féret                      | DVD       | fonctionnaire      |
| 2020                                                                         | En cours (au 28 novembre 2020) | Christophe Féret[source insuffisante] | DVD       | maire sortant      |

### Rattachements administratifs et électoraux
Depuis 1993 et jusqu'en 2013, Ancône fait partie de la communauté d'agglomération Montélimar-Sésame, qui regroupe quinze communes. En 2014, Montélimar-Sésame a fusionné avec une autre communauté de communes pour former Montélimar-Agglomération.

## Population et société

### Démographie
L'évolution du nombre d'habitants est connue à travers les recensements de la population effectués dans la commune depuis 1793. Pour les communes de moins de 10 000 habitants, une enquête de recensement portant sur toute la population est réalisée tous les cinq ans, les populations de référence des années intermédiaires étant quant à elles estimées par interpolation ou extrapolation. Pour la commune, le premier recensement exhaustif entrant dans le cadre du nouveau dispositif a été réalisé en 2004.

En 2022, la commune comptait 1 353 habitants, en évolution de +1,81 % par rapport à 2016 (Drôme : +2,64 %, France hors Mayotte : +2,11 %).
| 1793 | 1800 | 1806 | 1821 | 1831 | 1836 | 1841 | 1846 | 1851 |
| ---- | ---- | ---- | ---- | ---- | ---- | ---- | ---- | ---- |
| 380  | 415  | 426  | 528  | 531  | 523  | 527  | 513  | 467  |

| 1856 | 1861 | 1866 | 1872 | 1876 | 1881 | 1886 | 1891 | 1896 |
| ---- | ---- | ---- | ---- | ---- | ---- | ---- | ---- | ---- |
| 436  | 427  | 382  | 348  | 341  | 379  | 413  | 407  | 405  |

| 1901 | 1906 | 1911 | 1921 | 1926 | 1931 | 1936 | 1946 | 1954 |
| ---- | ---- | ---- | ---- | ---- | ---- | ---- | ---- | ---- |
| 402  | 400  | 342  | 311  | 328  | 323  | 364  | 306  | 434  |

| 1962 | 1968 | 1975 | 1982 | 1990 | 1999 | 2004  | 2006  | 2009  |
| ---- | ---- | ---- | ---- | ---- | ---- | ----- | ----- | ----- |
| 356  | 593  | 727  | 790  | 899  | 947  | 1 019 | 1 014 | 1 056 |

| 2014  | 2019  | 2022  | - | - | - | - | - | - |
| ----- | ----- | ----- | - | - | - | - | - | - |
| 1 313 | 1 370 | 1 353 | - | - | - | - | - | - |

### Enseignement
La commune dépend de l'académie de Grenoble.
- Les élèves commencent leurs études à l'école maternelle Jacques-Prévert, qui compte trois classes, pour 65 enfants[24].
- Ils poursuivent à l'école élémentaire Robert-Desnos, dans quatre classes, pour 89 écoliers[25].
- Pour continuer leurs études, ils doivent aller dans la commune voisine de Montélimar. Des lignes de transports scolaires sont à leur disposition[26].

### Manifestations culturelles, loisirs et festivités
- Fête patronale : le 16 septembre[17].

### Loisirs
- Pêche dans la Lône, le contre-canal et un lac aux truites (bientôt aménagé)[réf. nécessaire].
- Randonnées dans les îles au nord du village et jusqu'à la base éducative, sportive et de loisirs de Montélimar-Agglomération[réf. nécessaire].
- Passé le pont de la D 11 au-dessus du canal de dérivation du Rhône, toujours sur la commune d'Ancône, la « passerelle himalayenne » enjambe le Vieux Rhône et permet le passage sur la commune ardéchoise de Rochemaure. L'ouvrage d'art de la ViaRhôna (itinéraire le long du Rhône depuis le lac Léman jusqu'à la Méditerranée) est apprécié par les amateurs de marche, de course à pied, de vélo, de roller ou de skate[réf. nécessaire].

### Cultes
La paroisse catholique d'Ancône dépend du diocèse de Valence, doyenné de Montélimar.
L'église de bateliers, rénovée en 2019 et 2020 par des bénévoles, rappelle le souvenir du père Christophe Lebreton, moine assassiné (avec six autres moines) en 1996 à Tibhirine en Algérie[réf. nécessaire].

## Économie
Un marché hebdomadaire s'installe tous les vendredis matin sur une place de la ville.
Artisanat et entreprises sont bien représentés[réf. nécessaire].
Ancône compte une vingtaine de commerces de proximité : boulangerie-épicerie-salon de thé, bar-restaurant-pizzeria, salon de coiffure, etc.

### Tourisme
- Dans la commune voisine de Rochemaure (sur la partie située sur la rive gauche du Rhône), se trouve le camping de l'Île Blanc[réf. nécessaire].

## Culture locale et patrimoine

### Lieux et monuments
- Auberge du XVIIe siècle (gîte)[réf. nécessaire].
- Digue, anneaux d'amarrage de l'époque où Ancône étaient un port actif sur le Rhône. En haut de la digue, pour accéder au fleuve, nous avons des ouvertures en pierre rainurées que l'on équipait autrefois de batardeaux en bois lors des crues[réf. nécessaire].
- Borne basaltique marquée par l'usure des cordages lorsque les équipages de chevaux tiraient leurs embarcations sur le Rhône[réf. nécessaire].
- Maisons fortes[17].
- Architecture limousine[17].
- Église Saint-Corneille-et-Saint-Cyprien d'Ancône du XIXe siècle[17] (voir plus haut : paragraphe « cultes »).
- Cinq repères des crues de 1840 et 1856 sont présents sur la commune[réf. nécessaire].
- La « passerelle himalayenne », sur le vieux Rhône, relie la commune à celle de Rochemaure (voir plus haut : paragraphe « Loisirs »).

#### Le port
Située à 3 km au nord-ouest de Montélimar, Ancône est un ancien village de bateliers qui a gardé l’empreinte de son passé rhodanien. Il était un port très actif qui alimentait Montélimar.
 
Ancône a conservé son ancien port, décrit par Frédéric Mistral dans son poème du Rhône, ses quais et sa digue, face à la Lône, ancien bras du fleuve déconnecté au XIXe siècle. Cette digue se prolongeait autrefois, par delà le canal actuel et protégeait le village des fureurs du Rhône qui l’envahissait régulièrement.

Anneaux d’amarrage, repères de crues, blocs en pierre rainurée équipés de batardeaux lors des crues et chemin de halage transformé en route subsistent encore de cette époque révolue.
 
Le Rhône dévié et canalisé s’est éloigné du village et ses sautes d’humeur dévastatrices font désormais partie du passé[réf. nécessaire].

### Patrimoine culturel
De grands noms ont évoqué Ancône dans leurs écrits : les écrivains célèbres Frédéric Mistral, Félix Grégoire et madame de Sévigné, Louis Bonaparte (frère de Napoléon Ier et roi de Hollande)[réf. nécessaire].

### Personnalités liées à la commune
- 1454 à 1738 : la famille montilienne des Pracomtal a détenu le fief, le château et les terres d'Ancône de 1454 à 1738. Cette année-là, elle a vendu toutes ses possessions à François de la Coste-Maucune, conseiller au parlement de Grenoble, fils de Laurent consul de Montélimar en 1707[réf. nécessaire].
- 1609 : Une branche de la famille Geoffre de Chabrignac bien connue dans la région, originaire du Limousin, s'installe à Ancône. Un siècle plus tard, elle est au Château Sarrasin (Serre-de-Parc) à Savasse, puis au domaine des Roches à l'Homme-d'Armes[réf. nécessaire].
- XVIIe siècle : la famille Gallet (originaire d'Ancône), de condition modeste, est parvenue rapidement à un éminent degré de fortune au XVIIe siècle.  Cette famille devint les Gallet de Mondragon. L'un d'entre eux hérita d'un hôtel particulier à Paris, qui porte toujours son nom. Dans cet hôtel, loué à la municipalité pour en faire la mairie du 2e arrondissement, eut lieu le mariage de Napoléon Bonaparte et de Joséphine de Beauharnais le 19 mars 1796. Les Gallet ont offert un tableau classé à l'église du village ; leurs armoiries figurent au bas du tableau[réf. nécessaire].
- Richelieu (1585-1642) aurait logé dans une maison de la rue Cardinale à Ancône[réf. nécessaire].
- 1887 à 1909 : l'abbé Magnat est curé du village. Il est célèbre pour avoir créé la Boisson Blanche qui était censée guérir de nombreuses maladies dont la rougeole, la scarlatine, la petite vérole, l'influenza, la fièvre typhoïde[réf. nécessaire].
- Années 1930 à 1970 : le comédien montilien Charles Moulin, bien connu dans les années 1930 à 1970, aimait fréquenter Rhodia plage, un espace de loisirs nautiques avec sa piscine, ses plongeoirs, ses cabines de bains et ses gradins. Cet espace faisait face à la place des platanes, entre deux épis de la Lône d'Ancône[réf. nécessaire].

### Héraldique, logotype et devise
|  | Les armes peuvent se blasonner ainsi : « D'or, au chef d'azur chargé de trois fleurs de lys d'or ». La devise « Partout vit Ancône » est inscrite sur les armoiries de la branche Pracomtal d’Ancône au milieu du XVIe siècle par Antoine de Pracomtal dit capitaine d’Ancône, protestant opposé à son frère catholique. |